# Wilhelm Engelmann
Wilhelm Engelmann, född 1 augusti 1808 i Lemgo, Lippe-Detmold, död 23 december 1878 i Leipzig, var en tysk bokhandlare och bibliograf. Han var far till Rudolf och Theodor Wilhelm Engelmann.
Engelmann övertog 1847 sin fars förlagsaffär i Leipzig och utvidgade denna till en av Tysklands mest betydande, särskilt inom det vetenskapliga området. Sin främsta betydelse hade han såsom bearbetare och utgivare av fackkataloger över åtskilliga grenar av litteraturen efter 1750, vilka arbeten, till en del grundande sig på Enslins och Löflunds likartade publikationer, i avseende på fullständighet och tillförlitlighet anses överträffa alla sina föregångare. 
De viktigaste är Bibliotheca auctorum classicorum, et græcorum et latinorum (en omarbetning av Enslins 1817 utgivna liknämnda arbete; åttonde upplagan, bearbetad av Emil Preuss, 1880–1882), Bibliothek der schönen Wissenschaften (1837–1845), Bibliotheca historico-naturalis (1846), Bibliotheca geographica (1856–1858), Bibliotheca zoologica (1861–1862, tillsammans med Julius Victor Carus), av vilka det sistnämnda förtecknar (förutom den tyska) även den skandinaviska, nederländska, engelska, franska, italienska och spanska zoologiska litteraturen, medan Engelmanns övriga bibliografiska arbeten huvudsakligen inskränker sig till den tyska litteraturens alster. 
Engelmann utgav dessutom Daniel Chodowieckis sämmtliche Kupferstiche (1857, Nachträge und Berichtigungen 1860) och började (1870) en ny bearbetning av Naglers Künstlerlexikon (under redaktion av Julius Meyer), varav dock ej mer än tre band utkom (1872–1885).